# ユーリ・ガジンスキー
ユーリ・アレクサンドロヴィチ・ガジンスキー（Yury Aleksandrovich Gazinsky 、1989年7月20日 - ）は、ロシア・コムソモリスク・ナ・アムーレ出身のプロサッカー選手。元ロシア代表。現役時代のポジションは、ミッドフィールダー。

## 来歴

### クラブ
地元クラブのFCスメナ・コムソモリスク・ナ・アムーレでプレーを始め、以来ロシア国内のクラブを転々としている。2013年5月にFCクラスノダールへ移籍。2022年8月17日、FCウラル・エカテリンブルクに2年契約で移籍。

### 代表
2015年8月、UEFA EURO 2016予選のスウェーデン戦とリヒテンシュタイン戦に臨むメンバーに選出された。2016年8月に開催されたトルコ代表との親善試合で初キャップ。
2018 FIFAワールドカップ開幕戦のサウジアラビア戦では前半12分に大会第1号ゴールとなる先制点を挙げ、ロシアの大勝に貢献した。

## 代表歴

### 出場大会
- ロシア代表
  - 2018 FIFAワールドカップ

### 試合数
- 国際Aマッチ 21試合 1得点（2016年-2020年）[5]

| ロシア代表 | 国際Aマッチ | 国際Aマッチ |
| 年         | 出場        | 得点        |
| ---------- | ----------- | ----------- |
| 2016       | 4           | 0           |
| 2017       | 1           | 0           |
| 2018       | 11          | 1           |
| 2019       | 1           | 0           |
| 2020       | 4           | 0           |
| 通算       | 21          | 1           |